# 托马斯·闵采尔
托馬斯·閔采爾（德語：Thomas Müntzer；約1489年12月—1525年5月27日），宗教改革早期传教士、神学家、革命家。闵采尔同时反对马丁·路德和罗马天主教会，公开蔑视德国中部的晚期封建权威。在宗教改革中，马丁·路德向封建权威做出了妥协，而对此提出异议的其他激进派改革者中，闵采尔是最重要的代表人物之一。他终身同封建权威斗争，力图解放农民，在1525年德意志农民战争成为起义军领袖，「把宗教改革運動和社會革命聯繫到了一起」。之后他在弗兰肯豪森战役中被俘，遭受酷刑后被处决。
在德国宗教改革中，闵采尔是少有的至今仍能引发激烈争议的人物，被认为是德国宗教改革初期和欧洲革命史上的重要人物。 在几乎所有现代研究中，学界强调一再要对理解他革命行动的必要性。因为在他的宗教观中，世界末日迫在眉睫，虔诚信徒的任务是帮助上帝迎接历史的新时代。 在宗教改革的历史中，他的贡献具有实质意义，尤其在禮拜儀式和解经学领域。
閔采爾對聖經非常熟悉，對於宗教改革以及社會革新也是早有想法，所以在路德早期的一些反教廷的言論，例如《九十五條論綱》等，閔采爾都積極地支持。他也曾在茲威考任神職期間積極與當地重洗派合作，所以他也「被稱為重洗派領袖。」再洗禮派被鎮壓，之後閔采爾先後到威登堡和布拉格，並於1521年在此發表《布拉格宣言》，在這一份宣言中閔采爾比較清楚地表露了其神學思想。

## 人物生平

### 早年经历
1489年末（或1490年初，具体时间不可考），托马斯·闵采尔出生于德国哈茨山中施托尔贝格的一个小村庄。闵采尔长期受教育，可以推测他有不错的家庭出身，成长过程相对舒适。他的双亲至少在1520年都还健在，但之后没多久他的母亲去世。有传闻他的父亲被封建领主处决，但这并非事实。

## 思想
1522年，閔采爾在阿爾斯特擔任神職期間建立了一個祕密團體，並誓要建立一個充滿平等、自由、博愛、純潔的地上天國。
他否認教廷的權威，並且也否定《聖經》的絕對權威。相對於《聖經》，閔采爾更重視聖靈的工作。他「比喻單靠聖經明白地上帝是一個啞口的上帝，唯有聖靈的上帝是開口的上帝。」「如果把上帝曾經說過的話緊緊寫在書本裏，那麼就會消失在空氣中，就不會是永恆上帝的話了。」所以信仰主要靠聖靈的啟示。
有關崇拜的改革，閔采爾在馬丁路德之前就已經在開始改革崇拜儀式了：在崇拜中，閔采爾將拉丁文翻譯成德文講給會眾聽；更改教會節期，除掉了所有紀念聖人的節期，只保留：將臨期、聖誕節、受難日、復活節、以及聖靈降臨節，等等一系列的改革在德意志帶來不小的影響，一直到路德宗在德意志的影響廣大了以後，1533年被路德宗禮儀取代。
除了改革崇拜儀式，閔采爾還推動改革運動，抨擊封建制教會以及封建社會。因為閔采爾常年與下層階級的貧窮農民生活在一起，所以他能夠深深感受到農民的貧困與疾苦，因此他提出人類獲得拯救的唯一道路就是恢復人類原有的平等，恢復教會原有面貌，因此要把「敗壞基督統治」的貴族與神職除掉。甚至，閔采爾將「天國降臨」解釋為革命運動。
閔采爾這樣抨擊封建制度的提倡得到當地農民等普羅大眾的支持，逐漸形成了激進的宗教改革派，這樣一個宗教的團體很快與農民的反封建的改革運動聯繫起來。1524年6月德意志農民戰爭爆發。在閔采爾的思想影響下，起義者共同發表了鬥爭綱領——《書簡》，其主要內容就是要求推翻封建。1525年2月，閔采爾親自率領農民起義，從貴族手中奪取政府與議會、建立平民武裝軍隊「基督徒聯盟」（或「永恆上帝聯盟」），宣布沒收教會財產、取消貴族與農民簽訂的一切契約，廢除封建特權等等。
這樣的農民運動也是是路德所反對的。路德先後發表兩篇文章《和平的諫言》和《反對殺人越貨的農民暴徒書》，並引用《馬太福音》第26章第52节参的經文段落來制止農民的暴動。但是這樣的局面已經一發不可收拾了。

## 作品
- 《布拉格宣言》：包含反教廷主義、終末論以及政治神學色彩，並還有不只是宗教改革甚至還有社會革命思想的雛形。
- 《避免不必要的騷亂》：有關終末論思想的一封公開信
- 《侯爵講道》：對但以理書的政治釋經的一篇講道

## 結局
農民暴動促使當時的封建統治者——教宗、皇帝、諸侯、貴族、主教、神甫等聯手鎮壓反對農民暴動。1525年5月16日，閔采爾在弗兰肯豪森战役中被萨克森公爵格奥尔格与黑森伯国领地伯爵腓力一世率领的帝国军队击败，闵采尔被俘，6000農民被殺，農民起義最終失敗。1525年5月27日清晨，闵采尔在被处决前，面对行刑的刽子手，说：“忏悔？决不！”“世界上的一切都应当归公！”“千年王国一定会实现！”闵采尔被杀时，年仅36岁。